# 廣木站
廣木站（日语：／ Hiroki eki */?）是位於鹿兒島縣鹿兒島市田上町，九州旅客鐵道（JR九州）的鹿兒島本線車站。

## 歷史
本站最初只為信號場規格，1968年隨複線化工程時遭消滅，然而，鹿兒島中央站與上伊集院站之間相距近10公里，中途卻沒有設置任何車站；1973年起，隨星峯新市鎮的發展，對於在新市鎮附近設站的訴求開始在1980年代時出現，但是興建請願車站需要由提出方（即鹿兒島市）全額支付興建費用，導致建站問題一直沒有進展，直至JR九州和鹿兒島市均有意增建車站時，才開始相討融資問題。2004年，兩者在建站上最終達成了協議，新車站建設費用約為1億8,494萬日圓，鹿兒島市與JR九州以9:1方式分擔興建費用。
同時亦為打造本站泊車轉乘的措施，車站設有39個私家車泊位的停車場、和約200個泊位的單車停泊場。車站周邊設施，例如洗手間等則由鹿兒島市負責。最初預計開站時的日均客量為550人。結果啟用後的首個年度的錄得644人，且有逐年增加的傾向。

### 站名命名
關於新站名，當地的設置推進協議會提議選用「廣木站」或「星峯站」，而JR一方最終決定使用較大範圍的地名，因此選擇了「廣木站」。2009年3月14日，由時任鹿兒島市長森博幸，以及當地居民參與了啟用典禮。

## 車站構造
採用簡易車站模式運作，不設有站房，車站入口直接進入1號月台範圍，並設有一對對應出、入閘的「SUGOCA」IC卡感應器，旁邊放置了一間附有上蓋的小房，並且放置了一部近距離簡易式售票機。

### 月台

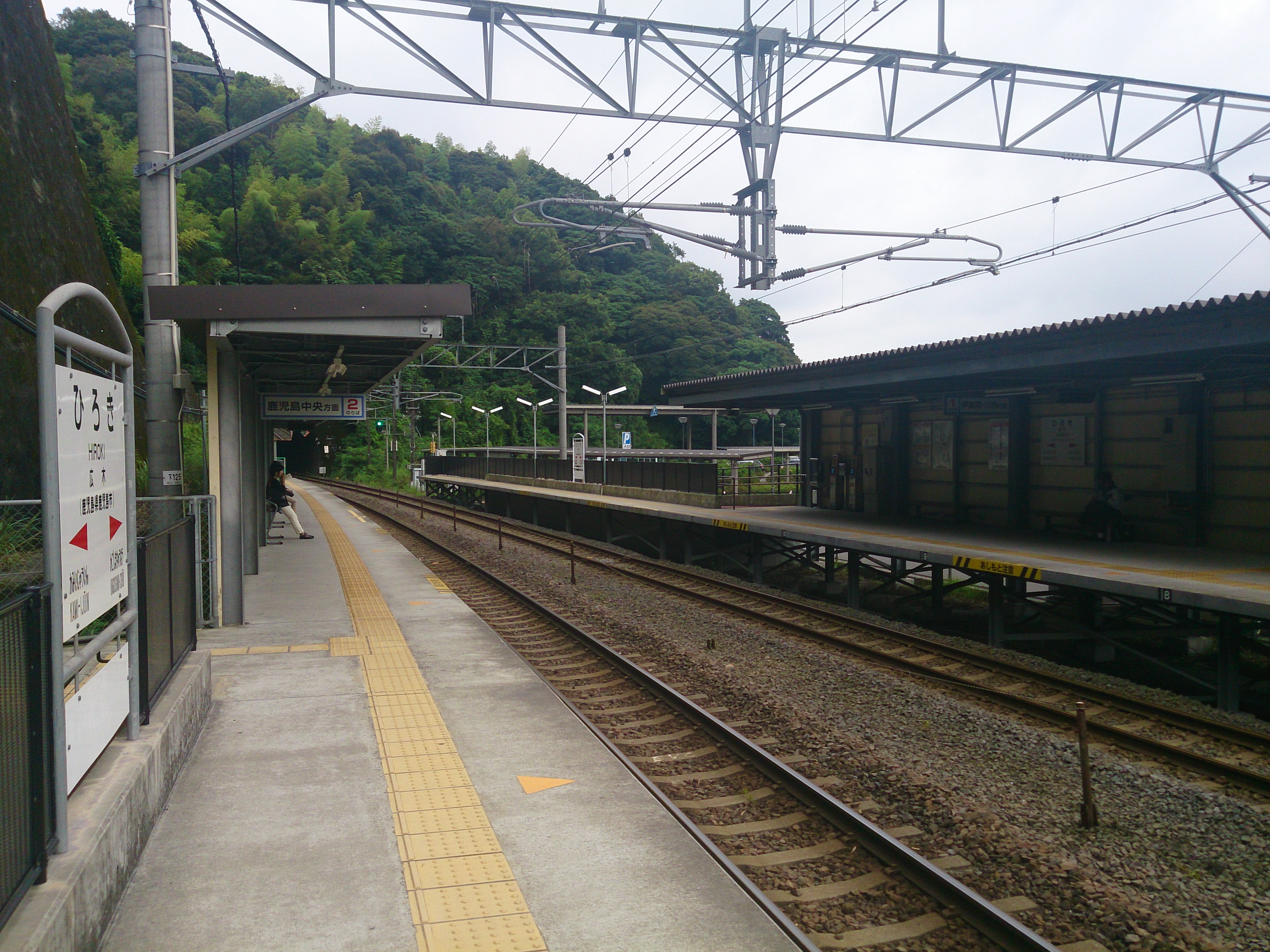
月台

採用兩個側式月台，長度約為85米，有效長度為4輛。月台之間以跨越路軌的平交道所連接，並為無障礙斜道。
| 月台 | 路線        | 上下行 | 方向                                                     |
| ---- | ----------- | ------ | -------------------------------------------------------- |
| 1    | ■鹿兒島本線 | 上行   | 伊集院、串木野、川內方向                                 |
| 2    | ■鹿兒島本線 | 下行   | 鹿兒島中央方向 經■日豐本線往鹿兒島、國分、都城、宮崎方向 |

## 歷史
- 2009年3月14日：九州旅客鐵道（JR九州）車站啟用[5]。
- 2012年12月1日：可以使用IC卡「SUGOCA」[6]。

## 使用狀況
以下是近年1日平均使用人次：
| 年度 | 1日平均 乘車人次 | 1日平均 上下車人次 |
| ---- | ---------------- | ------------------ |
| 2008 | 10               | 21                 |
| 2009 | 643              | 1,238              |
| 2010 | 813              | 1,635              |
| 2011 | 893              | 1,814              |
| 2012 | 958              | 1,936              |
| 2013 | 983              | 1,969              |
| 2014 | 956              | 1,918              |
| 2015 | 984              | 1,971              |

| 年度 | 1日平均 乘車人次 | 出處       |
| ---- | ---------------- | ---------- |
| 2016 | 988              | [ 統計 1 ] |
| 2017 | 998              | [ 統計 2 ] |
| 2018 | 983              | [ 統計 3 ] |
| 2019 | 993              | [ 統計 4 ] |
| 2020 | 861              | [ 統計 5 ] |
| 2021 | 916              | [ 統計 6 ] |
| 2022 | 1,016            | [ 統計 7 ] |
| 2023 | 1,156            | [ 統計 8 ] |

## 相鄰車站
九州旅客鐵道
■鹿兒島本線
上伊集院－廣木－鹿兒島中央

### 統計資料
1. ↑   (PDF). 九州旅客鉄道.   [2021-03-29]. （原始内容 (PDF)存档于2017-08-01） （日语）.
2. ↑   (PDF). 九州旅客鉄道.   [2021-03-29]. （原始内容 (PDF)存档于2019-07-06） （日语）.
3. ↑   (PDF). 九州旅客鉄道.   [2021-03-29]. （原始内容 (PDF)存档于2020-03-15） （日语）.
4. ↑   (PDF). 九州旅客鉄道.   [2021-03-29]. （原始内容 (PDF)存档于2020-08-24） （日语）.
5. ↑   (PDF). 九州旅客鉄道.   [2021-09-08]. （原始内容 (PDF)存档于2021-08-24） （日语）.
6. ↑  駅別乗車人員上位300駅（2021年度） （页面存档备份，存于），JR九州。
7. ↑  駅別乗車人員上位300駅（2022年度） （页面存档备份，存于），JR九州。
8. ↑  駅別乗車人員上位300駅（2023年度） （页面存档备份，存于），JR九州。

## 外部連結
- JR九州廣木站（日語）
- JR廣木站 - 鹿兒島市網站。